# هواگرد سبک

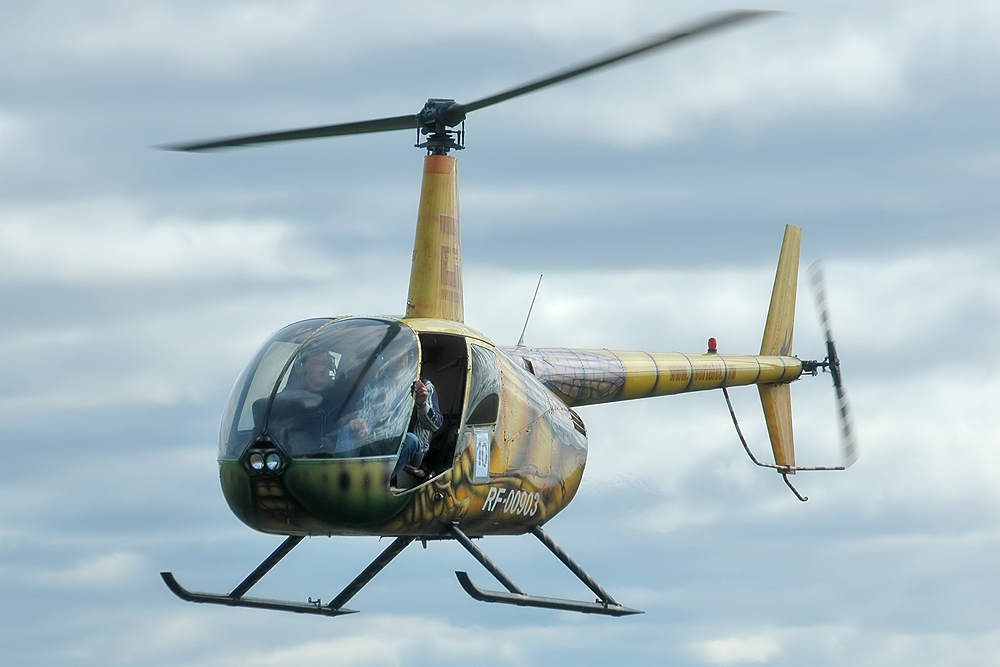
یک بالگرد روبینسون آر۴۴ سبک

هواگرد سبک گونه‌ای هواگرد است که بیشینه وزن برخاست ۱۲٬۵۰۰ پوند (۵٬۷۰۰ کیلوگرم) یا کمتر است.
هدف استفاده از بسیاری از هواگردهای سبک، جابجایی تجاری مسافران، محموله، بازرسی، عکس‌برداری هوایی، استفاده شخصی و دیگر فعالیت‌های مشابه است.

## نمونه هواگرد سبک

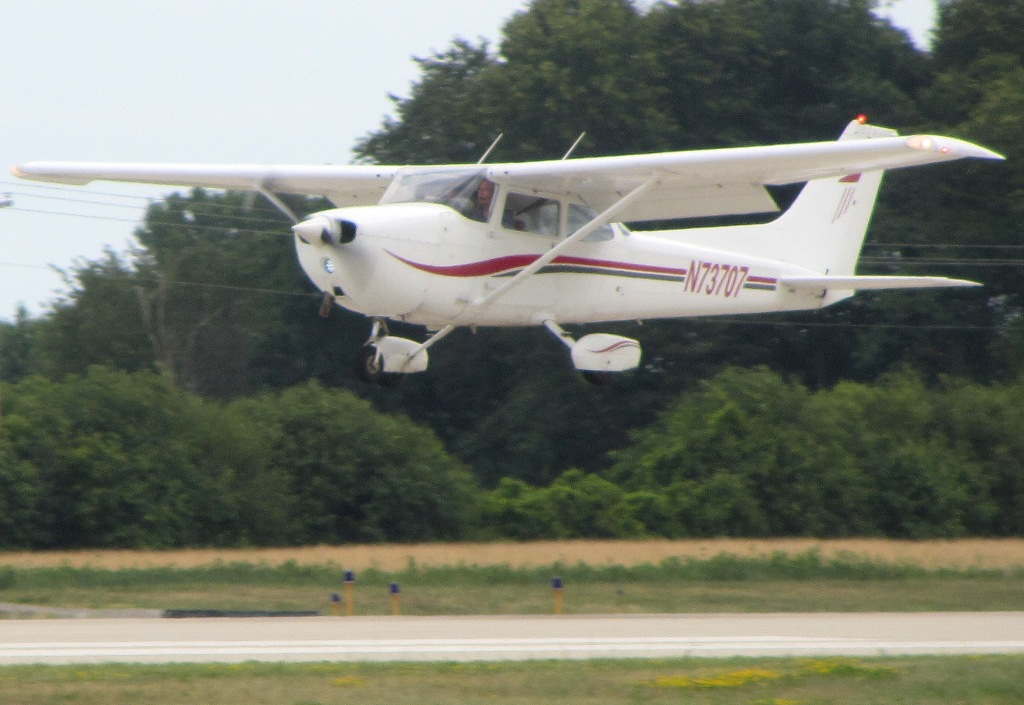
سسنا ۱۷۲ پر استفاده‌ترین و پر تولیدترین هواپیمای سبک

- بسیاری از هواپیماهای شرکت سسنا از جمله سسنا ۱۴۰ و سسنا ۲۰۸ کاروان
- هواپیماهای بیچ‌کرفت بونانزا و بیچ‌کرفت بارون ساخت شرکت بیچ‌کرفت که بدون پیشرانه جت هستند.
- دیگر هواپیماها مانند اس‌آر۲۰ و اس‌آر۲۲ ساخت شرکت سیروس دیزاین، ژیپس آئرو جی‌ای ۸ اویران، اویات هاسکی، رابین دی‌آر۴۰۰ و گرومن

از نمونه هواگردهایی سبکی که دارای بالاترین مقدار بیشینه وزن برخاست هستند می‌توان به دی هاویلند کانادا دی‌اچ‌سی-۶ توئین اوتر و بیچ‌کرفت بی۲۰۰ سوپر کینگ ایر اشاره کرد.

## استفاده
بیشترین استفاده از هواگردهای سبک در نظارت هوایی مانند بررسی هوایی لوله‌ها است. از آنها برای جابجایی محموله‌های سبک، سرویس دهی به شرکت‌های هوایپمایی منطقه‌ای، تبلیغ هوایی و جابجایی محدود مسافر نیز استفاده می‌شود. دستور العمل پروازهای شخصی برای هواپیماهای سبک نیز لازم‌الاجرا است؛ زیرا بسیاری از پروازهای شخصی توسط هواپیماهای سبک انجام می‌شوند. پر استفاده‌ترین و پر تولیدترین هواپیمای سبک سسنا ۱۷۲ است. از هواپیماهای سبک بزرگتر مانند توربوپراپ دوقلو و جت‌های بسیار سبک برای اهداف تجاری استفاده می‌شود.